# Ol’ Man River
Ol’ Man River ist der bekannteste Song aus dem Musical Show Boat. Er wurde 1927 von Jerome Kern (Musik) und Oscar Hammerstein II (Text) verfasst und auf der Bühne von Jules Bledsoe gesungen. Der Showstopper wurde stilübergreifend gecovert und entwickelte sich zum Jazzstandard und Evergreen.

## Hintergrund
Als Ol’ Man River wird umgangssprachlich der wasserreichste Fluss der USA, der Mississippi River, bezeichnet. Neben dem Güterverkehr entwickelte sich mit den ab 1811 auf dem Fluss verkehrenden Schaufelraddampfern auch der Personenverkehr mit Riverboats und den Vergnügungs- und Unterhaltungsreisen mit Show Boats. Das erste Floating Theatre wurde vom Engländer William Chapman erbaut und begann 1831. Louis Armstrong spielte ab September 1918 auf dem Steamer Sidney der Streckfus-Flotte. Aber nicht nur Jazz, sondern auch Oper, Operette oder Musicals wurden auf den Schiffen angeboten.

## Song
Inspiriert vom Schiffsbetrieb auf dem Mississippi, verfassten Kern und Hammerstein II 1927 ein Musical mit dem Titel Show Boat. Es entstand ein bahnbrechendes und wegweisendes Musical, dessen berühmtester Song Ol’ Man River von dem schwarzen Schiffsheizer Joe gesungen wird. Der Song war eigentlich für Paul Robeson gedacht, doch Verzögerungen während der Produktion führten dazu, dass Robeson zur Zeit der Premiere anderweitig verpflichtet war. An seiner Stelle übernahm die Rolle des Joe dann Jules Bledsoe.
Eingebettet ist Ol’ Man River in Show Boat im ersten Akt, Szene 1. Show Boat gilt als erstes wirkliches Musical, in dem Text, Musik und Handlung eine Einheit bilden. Es erzählt die Geschichte einer Varieté-Sängerin im steten Spannungsfeld zwischen Showbusiness und Rassendiskriminierung. Die Handlung findet auf der Cotton Blossom, einem der prächtigen Theaterschiffe auf dem Mississippi, statt.
In der Romanvorlage von Edna Ferber wurde der Mississippi als eigenständiger Charakter präsentiert, der die an ihm und auf ihm Lebenden verbindet, ihre Beziehungen diktiert und ihren Lebenslauf bestimmt. Diesen Geist wollte Hammerstein in einem Lied einfangen. Der Text untersteht Hammersteins Prinzip, dass der Rhythmus unbestimmt und zögerlich sein soll, verbunden mit der Gefahr, dass die Aufmerksamkeit des Hörers vom Liedtext abgelenkt werden könnte. 
Er reflektiert die thematische Spannung zwischen der körperlichen Stärke des Sängers und seiner sozialen Ohnmacht (im Kontrast zur Stärke des Flusses), während die Schwarzen arbeiten und die Weißen sich vergnügen. Der Fluss muss etwas wissen, aber er schweigt und fließt einfach weiter. Melodisch und harmonisch ist Ol’ Man River nach Ansicht von Alec Wilder keineswegs ein komplexer Song. Doch seine pentatonische Melodie gefiel auch den Jazzleuten und umfasst eine Oktave und eine Sexte ohne schwierige Intervalle. Will Friedwald hat darauf hingewiesen, dass im Unterschied zu den meisten populären Liedern eigentlich nur zwei Arten möglich sind, um Ol’ Man River zu interpretieren, entweder als Hymne oder als schnell gespielter Up-Tempo-„Killer.“

## Original und Coverversionen

Kenn Sisson & Orchestra - Ol' Man River

The Ravens - Ol' Man River

Die erste kommerzielle Schallplattenaufnahme entstand noch am Tag der Premiere. Diese Originalaufnahme wurde von Kenn Sisson & Orchestra mit Sänger Irving Kaufman (Brunswick #3766) am 27. Dezember 1927 eingespielt. Sie erreichte nicht die Hitparade. Es folgte Don Vorhees & Orchester am 7. Januar 1928, erst Paul Whiteman & Bing Crosby gelang es mit ihrer Uptempo-Version vom 11. Januar 1928, den ersten Platz der Hitparade für eine Woche zu belegen. Al Jolson drang mit seiner im März 1928 entstandenen Version bis auf Rang 4 vor. 
Paul Robeson, der in der Londoner Aufführung 1928 mit seinem unverkennbaren Bariton den Heizer Joe spielte, nahm den Song ebenfalls im März 1928 auf und kam mit seiner Aufnahme nach Veröffentlichung im Juni 1928 bis auf Rang 7 der US-Charts. Mittlerweile war Ol’ Man River so bekannt, dass Bix Beiderbecke im Juli 1928 vors Mikrophon trat und eine Instrumentalversion präsentierte.
Whiteman spielte 1928 noch eine konzertante Version ein. 1933 erneuerte eine Aufnahme von Horace Henderson das Interesse an dem Lied. Im August 1934 nahmen Luis Russell und sein Orchester mit ihrer Vokalversion mit dem Sänger Sonny Woods (Perfect 15995) den Titel auf und erreichten Rang 19 der Charts. Harry James spielte im Januar 1941 zusammen mit Sänger Dick Haymes seine Version für Columbia ein. 
Frank Sinatra, der das Lied bereits 1942 in sein Repertoire aufgenommen und in der Folgezeit mehrfach live und im Radio gesungen hatte, spielte es im Dezember 1944 in New York City in Begleitung von Axel Stordahl für Columbia erstmals im Schallplattenstudio ein und behielt es bis 1993 durchgehend im Programm; im Februar 1963 entstand mit Nelson Riddle eine zweite Studioaufnahme für das Reprise-Album The Concert Sinatra. 1946 sang er das Lied, begleitet vom Orchester Lennie Hayton und arrangiert von Conrad Salinger, auch im Finale des MGM-Kinofilms Till the Clouds Roll By, der das Leben Jerome Kerns zum Inhalt hatte.
Der einzige Millionenseller gelang den Ravens auf dem kleinen Label National Records, die mit ihrer im April 1947 entstandenen Aufnahme zwei Millionen Singles im Doo-Wop-Stil verkauften. Ray Charles griff den Evergreen 1963 auf, er ist die B-Seite der Single That Lucky Old Sun.
Versionen von Duke Ellington mit Al Hibbler (1951), Rosemary Clooney und Ernie Andrews machen sein Potenzial als Jazzstandard deutlich. Es kam auch zu zahlreichen Instrumentalversionen, etwa von Oscar Peterson (1959), Art Pepper, George Adams, Dave Brubeck, Peter Appleyard, Adam Makowicz oder dem Duo Dick Hyman und Ralph Sutton. Insgesamt inventarisiert ASCAP 128 Versionen des Songs.

## Verfilmungen des Musicals
Das Musical Show Boat ist mehrfach verfilmt worden. James Whale führte Regie in der mit Paul Robeson als Heizer Joe besetzten Fassung, die im Mai 1936 Premiere hatte. Hierin kommt der Song in synchronisierter Form vor. George Sidney leitete die Verfilmung, die im Juli 1951 in Hollywood Premiere hatte. William Warfield übernahm die Rolle des Joe und damit automatisch die Gesangsrolle für Ol’ Man River.